# Stilling-Solbjerg Sø
Stilling-Solbjerg Sø är en sjö i Region Mittjylland i Danmark.   Den ligger 50 meter över havet. Arean är 3,7 kvadratkilometer. Den västra delen av sjön som ligger vid Stilling i Skanderborgs kommun kallas också Stilling Sø. Den östra delen av sjön som ligger vid Solbjerg i Århus kommun kallas också Solbjerg Sø. Sjöns frånflöde är Århus Å.